# Teo
Teo es un municipio español de la provincia de La Coruña, en la comunidad autónoma de Galicia.

## Geografía
Integrado en la comarca de Santiago, su capital, A Ramallosa, se sitúa a 82 kilómetros de la capital coruñesa y a 11 kilómetros de Santiago de Compostela. El término municipal está atravesado por la autopista Central de Galicia (AP-53), por la autopista del Atlántico (AP-9) y por la carretera nacional N-550, entre los pK 69 y 73, además de por la autovía autonómica AG-59 (Santiago-A Ramallosa), por la carretera provincial AC-841, que conecta con La Estrada, y por carreteras locales que permiten la comunicación entre las parroquias del municipio. 
El relieve está definido por un área de pendientes suaves que descienden de modo progresivo desde las superficies aplanadas de norte y oeste (Pena da Agrela con 411 m., Alto de Montouto con 338 m. y Monte da Pulga con 378 m.) hasta el valle del río Ulla, que hace de límite meridional con La Estrada, a 30 metros sobre el nivel del mar. La estructura del terreno es arqueada debido a las trayectorias de los ríos que cruzan el término: Santa Lucía, Tella, Rego do Chao (afluentes del Ulla) y el río Tinto (afluente del Sar). El río Ulla discurre por el terreno en dirección este-oeste y muestra un encajonamiento más marcado en el límite occidental del municipio mientras en el lugar en que recibe al Santa Lucía se abre una amplia meseta aluvial colmada de sedimentos terciarios y cuaternarios. La capital del concejo se alza a 150 metros sobre el nivel del mar.
| Noroeste: Brión      | Norte: Ames y Santiago de Compostela | Noreste: Santiago de Compostela          |
| Oeste: Rois y Padrón |                                      | Este: Vedra                              |
| Suroeste: Padrón     | Sur: La Estrada (Pontevedra)         | Sureste: Vedra y La Estrada (Pontevedra) |

## Demografía
Cuenta con una población de 19 045 habitantes (INE 2024).
| Gráfica de evolución demográfica de Teo entre 1842 y 2021                                                             |
| |
| Población de derecho según los censos de población del INE. Población de hecho según los censos de población del INE. |

## Parroquias
Parroquias que forman parte del municipio:
- Baamonde (Santa María)[7]
- Cacheiras (San Simón de Ons).
- Calo (San Juan).
- Lampay[6]
- Lucí (Santa María).
- Luou (Santa María).
- Os Tilos (San Francisco de Asís).
- Oza (Santa Eulalia).
- Rarís (San Miguel).
- Recesende (San Juan).
- Reyes[6]
- Teo (Santa María).
- Vilariño (Santo Tomas)[7]

## Economía

### Evolución de la deuda viva
El concepto de deuda viva contempla sólo las deudas con cajas y bancos relativas a créditos financieros, valores de renta fija y préstamos o créditos transferidos a terceros, excluyéndose, por tanto, la deuda comercial.
| Gráfica de evolución de la deuda viva del ayuntamiento entre 2008 y 2014                             |
| |
| Deuda viva del ayuntamiento en miles de Euros según datos del Ministerio de Hacienda y Ad. Públicas. |

La deuda viva municipal por habitante en 2014 ascendía a 120,19 €.